# Spanyol labdarúgókupa
A spanyol labdarúgókupa, hivatalos nevén Copa del Rey (Királykupa) versenysorozatát évente rendezik meg Spanyolországban. A legsikeresebb klub az FC Barcelona, amely 32 alkalommal nyerte meg a sorozatot.

## A legsikeresebb klubok
| Klub                 | Győztes | Döntős | Győzelmek |
| -------------------- | ------- | ------ | --- |
| FC Barcelona         | 32      | 11     | 1910, 1912, 1913, 1920, 1922, 1925, 1926, 1928, 1942, 1951, 1952, 1953, 1957, 1959, 1963, 1968, 1971, 1978, 1981, 1983, 1988, 1990, 1997, 1998, 2009, 2012, 2015, 2016, 2017, 2018, 2021 |
| Athletic Bilbao      | 24      | 16     | 1903, 1904, 1910, 1911, 1914, 1915, 1916, 1921, 1923, 1930, 1931, 1932, 1933, 1943, 1944, 1945, 1950, 1955, 1956, 1958, 1969, 1973, 1984, 2024                                           |
| Real Madrid          | 20      | 21     | 1905, 1906, 1907, 1908, 1917, 1934, 1936, 1946, 1947, 1962, 1970, 1974, 1975, 1980, 1982, 1989, 1993, 2011, 2014, 2023                                                                   |
| Atlético Madrid      | 10      | 9      | 1960, 1961, 1965, 1972, 1976, 1985, 1991, 1992, 1996, 2013 |
| Valencia CF          | 8       | 10     | 1941, 1949, 1954, 1967, 1979, 1999, 2008, 2019 |
| Real Zaragoza        | 6       | 5      | 1964, 1966, 1986, 1994, 2001, 2004 |
| Sevilla FC           | 5       | 4      | 1935, 1939, 1948, 2007, 2010 |
| RCD Espanyol         | 4       | 5      | 1929, 1940, 2000, 2006 |
| Real Unión           | 3       | 1      | 1918, 1924, 1927 |
| Real Sociedad        | 3       | 4      | 1909, 1987, 2020 |
| Real Betis           | 3       | 2      | 1977, 2005, 2022 |
| Deportivo La Coruña  | 2       | –      | 1995, 2002 |
| Arenas Club de Getxo | 1       | 3      | 1919 |
| RCD Mallorca         | 1       | 3      | 2003 |
| Club Vizcaya         | 1*      | 1      | 1902* |
| Racing Irún          | 1       | –      | 1913 |
| Levante UD           | 1       | –      | 1937 |

## Az eddigi kupadöntők
| Év   | Helyszín      | Győztes              | Második                 | Eredmény              |
| ---- | ------------- | -------------------- | ----------------------- | --------------------- |
| 2025 | Sevilla       | FC Barcelona         | Real Madrid             | 3-2 (h.u.)            |
| 2024 | Sevilla       | Athletic Bilbao      | RCD Mallorca            | 1-1 (11-esekkel: 4-2) |
| 2023 | Sevilla       | Real Madrid          | Osasuna                 | 2-1                   |
| 2022 | Sevilla       | Real Betis           | Valencia CF             | 1-1 (11-esekkel: 5-4) |
| 2021 | Sevilla       | FC Barcelona         | Athletic Bilbao         | 4-0                   |
| 2020 | Sevilla       | Real Sociedad        | Athletic Bilbao         | 1-0                   |
| 2019 | Sevilla       | Valencia CF          | FC Barcelona            | 2-1                   |
| 2018 | Madrid        | FC Barcelona         | Sevilla FC              | 5-0                   |
| 2017 | Madrid        | FC Barcelona         | Alavés                  | 3-1                   |
| 2016 | Madrid        | FC Barcelona         | Sevilla FC              | 2-0 (h.u.)            |
| 2015 | Barcelona     | FC Barcelona         | Athletic Bilbao         | 3-1                   |
| 2014 | Valencia      | Real Madrid          | FC Barcelona            | 2-1                   |
| 2013 | Madrid        | Atlético Madrid      | Real Madrid             | 2-1 (h.u.)            |
| 2012 | Madrid        | FC Barcelona         | Athletic Bilbao         | 3-0                   |
| 2011 | Valencia      | Real Madrid CF       | FC Barcelona            | 1-0 (h.u.)            |
| 2010 | Barcelona     | Sevilla FC           | Atlético de Madrid      | 2-0                   |
| 2009 | Valencia      | FC Barcelona         | Athletic Bilbao         | 4-1                   |
| 2008 | Madrid        | Valencia CF          | Getafe CF               | 3-1                   |
| 2007 | Madrid        | Sevilla FC           | Getafe CF               | 1-0                   |
| 2006 | Madrid        | RCD Espanyol         | Real Zaragoza           | 4-1                   |
| 2005 | Madrid        | Real Betis           | Osasuna                 | 2-1 (h.u.)            |
| 2004 | Barcelona     | Real Zaragoza        | Real Madrid CF          | 3-2 (h.u.)            |
| 2003 | Elche         | RCD Mallorca         | Recreativo de Huelva    | 3-0                   |
| 2002 | Madrid        | Deportivo La Coruña  | Real Madrid CF          | 2-1                   |
| 2001 | Sevilla       | Real Zaragoza        | Celta Vigo              | 3-1                   |
| 2000 | Valencia      | RCD Espanyol         | Atlético Madrid         | 2-1                   |
| 1999 | Sevilla       | Valencia CF          | Atlético Madrid         | 3-0                   |
| 1998 | Valencia      | FC Barcelona         | RCD Mallorca            | 1-1 (11-esekkel: 5-4) |
| 1997 | Madrid        | FC Barcelona         | Real Betis              | 3-2 (h.u.)            |
| 1996 | Zaragoza      | Atlético Madrid      | FC Barcelona            | 1-0 (h.u.)            |
| 1995 | Madrid        | Deportivo La Coruña  | Valencia CF             | 2-1                   |
| 1994 | Madrid        | Real Zaragoza        | Celta Vigo              | 0-0 (11-esekkel: 5-4) |
| 1993 | Valencia      | Real Madrid CF       | Real Zaragoza           | 2-0                   |
| 1992 | Madrid        | Atlético Madrid      | Real Madrid CF          | 2-0                   |
| 1991 | Madrid        | Atlético Madrid      | RCD Mallorca            | 1-0                   |
| 1990 | Valencia      | FC Barcelona         | Real Madrid CF          | 2-0                   |
| 1989 | Madrid        | Real Madrid CF       | Real Valladolid         | 1-0                   |
| 1988 | Madrid        | FC Barcelona         | Real Sociedad           | 1-0                   |
| 1987 | Zaragoza      | Real Sociedad        | Atlético Madrid         | 2-2 (11-esekkel: 4-2) |
| 1986 | Madrid        | Real Zaragoza        | FC Barcelona            | 1-0                   |
| 1985 | Madrid        | Atlético Madrid      | Athletic Bilbao         | 2-1                   |
| 1984 | Madrid        | Athletic Bilbao      | FC Barcelona            | 1-0                   |
| 1983 | Zaragoza      | FC Barcelona         | Real Madrid CF          | 2-1                   |
| 1982 | Valladolid    | Real Madrid CF       | Sporting de Gijón       | 2-1                   |
| 1981 | Madrid        | FC Barcelona         | Sporting de Gijón       | 3-1                   |
| 1980 | Madrid        | Real Madrid CF       | Castilla CF             | 6-1                   |
| 1979 | Madrid        | Valencia CF          | Real Madrid CF          | 2-0                   |
| 1978 | Madrid        | FC Barcelona         | UD Las Palmas           | 3-1                   |
| 1977 | Madrid        | Real Betis           | Athletic Bilbao         | 2-2 (11-esekkel: 8-7) |
| 1976 | Madrid        | Atlético Madrid      | Real Zaragoza           | 1-0                   |
| 1975 | Madrid        | Real Madrid CF       | Atlético Madrid         | 0-0 (11-esekkel: 4-3) |
| 1974 | Madrid        | Real Madrid CF       | FC Barcelona            | 4-0                   |
| 1973 | Madrid        | Atlético Bilbao      | CD Castellón            | 2-0                   |
| 1972 | Madrid        | Atlético Madrid      | Valencia CF             | 2-1                   |
| 1971 | Madrid        | CF Barcelona         | Valencia CF             | 4-3                   |
| 1970 | Barcelona     | Real Madrid CF       | Valencia CF             | 3-1                   |
| 1969 | Madrid        | Atlético Bilbao      | Elche CF                | 1-0                   |
| 1968 | Madrid        | CF Barcelona         | Real Madrid CF          | 1-0                   |
| 1967 | Madrid        | Valencia CF          | Atlético Bilbao         | 2-1                   |
| 1966 | Madrid        | Real Zaragoza        | Atlético Bilbao         | 2-0                   |
| 1965 | Madrid        | Atlético Madrid      | Real Zaragoza           | 1-0                   |
| 1964 | Madrid        | Real Zaragoza        | Atlético Madrid         | 2-1                   |
| 1963 | Barcelona     | CF Barcelona         | Real Zaragoza           | 3-1                   |
| 1962 | Madrid        | Real Madrid CF       | Sevilla CF              | 2-1                   |
| 1961 | Madrid        | Atlético Madrid      | Real Madrid CF          | 3-2                   |
| 1960 | Madrid        | Atlético Madrid      | Real Madrid CF          | 3-1                   |
| 1959 | Madrid        | CF Barcelona         | Granada CF              | 4-1                   |
| 1958 | Madrid        | Atlético Bilbao      | Real Madrid CF          | 2-0                   |
| 1957 | Barcelona     | CF Barcelona         | RCD Español             | 1-0                   |
| 1956 | Madrid        | Atlético Bilbao      | Atlético Madrid         | 2-1                   |
| 1955 | Madrid        | Atlético Bilbao      | Sevilla CF              | 1-0                   |
| 1954 | Madrid        | Valencia CF          | CF Barcelona            | 3-0                   |
| 1953 | Madrid        | CF Barcelona         | Atlético Bilbao         | 2-1                   |
| 1952 | Madrid        | CF Barcelona         | Valencia CF             | 4-2                   |
| 1951 | Madrid        | CF Barcelona         | Real Sociedad           | 3-0                   |
| 1950 | Madrid        | Atlético Bilbao      | Real Valladolid         | 4-1                   |
| 1949 | Madrid        | Valencia CF          | Atlético Bilbao         | 1-0                   |
| 1948 | Madrid        | Sevilla CF           | Celta Vigo              | 4-1                   |
| 1947 | A Coruña      | Real Madrid CF       | RCD Español             | 2-0                   |
| 1946 | Barcelona     | Real Madrid CF       | Valencia CF             | 3-1                   |
| 1945 | Barcelona     | Atlético Bilbao      | Valencia CF             | 3-2                   |
| 1944 | Barcelona     | Atlético Bilbao      | Valencia CF             | 2-0                   |
| 1943 | Madrid        | Atlético Bilbao      | Real Madrid CF          | 1-0                   |
| 1942 | Madrid        | CF Barcelona         | Atlético Bilbao         | 4-3                   |
| 1941 | Madrid        | Valencia CF          | RCD Español             | 3-1                   |
| 1940 | Madrid        | RCD Español          | Real Madrid CF          | 3-2                   |
| 1939 | Barcelona     | Sevilla FC           | Rácing Ferrol           | 6-2                   |
| 1937 | Barcelona     | Levante UD           | Valencia CF             | 1-0                   |
| 1936 | Valencia      | Madrid FC            | CF Barcelona            | 2-1                   |
| 1935 | Madrid        | Sevilla FC           | CE Sabadell             | 3-0                   |
| 1934 | Barcelona     | Madrid FC            | Valencia CF             | 2-1                   |
| 1933 | Barcelona     | Athletic Bilbao      | Madrid FC               | 2-1                   |
| 1932 | Madrid        | Athletic Bilbao      | FC Barcelona            | 1-0                   |
| 1931 | Madrid        | Athletic Bilbao      | Real Betis              | 3-1                   |
| 1930 | Barcelona     | Athletic Bilbao      | Madrid CF               | 3-2                   |
| 1929 | Valencia      | RCD Español          | Real Madrid CF          | 2-1                   |
| 1928 | Santander     | FC Barcelona         | Real Sociedad           | 3-1                   |
| 1927 | Zaragoza      | Real Unión           | Arenas Club de Getxo    | 1-0                   |
| 1926 | Valencia      | FC Barcelona         | Atlético Madrid         | 3-2                   |
| 1925 | Sevilla       | FC Barcelona         | Arenas Club de Getxo    | 2-0                   |
| 1924 | San Sebastián | Real Unión           | Real Madrid CF          | 1-0                   |
| 1923 | Barcelona     | Athletic Bilbao      | CE Europa               | 1-0                   |
| 1922 | Vigo          | FC Barcelona         | Real Unión              | 5-1                   |
| 1921 | Bilbao        | Athletic Bilbao      | Atlético Madrid         | 4-1                   |
| 1920 | Gijón         | FC Barcelona         | Athletic Bilbao         | 2-0                   |
| 1919 | Madrid        | Arenas Club de Getxo | FC Barcelona            | 5-2                   |
| 1918 | Madrid        | Real Unión           | Madrid FC               | 2-0                   |
| 1917 | Barcelona     | Madrid FC            | Arenas Club de Getxo    | 2-1                   |
| 1916 | Barcelona     | Athletic Bilbao      | Madrid FC               | 4-0                   |
| 1915 | Irun          | Athletic Bilbao      | RCD Español             | 5-0                   |
| 1914 | Irun          | Athletic Bilbao      | FC Espanya de Barcelona | 2-1                   |
| 1913 | Barcelona     | FC Barcelona         | Real Sociedad           | 2-1                   |
| 1913 | Madrid        | Rácing de Irún       | Athletic Bilbao         | 1-0                   |
| 1912 | Barcelona     | FC Barcelona         | Gimnástica              | 2-0                   |
| 1911 | Bilbao        | Athletic Bilbao      | CD Español              | 3-1                   |
| 1910 | Madrid        | FC Barcelona         | Club Español de Madrid  | 3-2                   |
| 1910 | San Sebastián | Athletic Bilbao      | Vasconia                | 1-0                   |
| 1909 | Madrid        | Club Ciclista        | Club Español de Madrid  | 3-1                   |
| 1908 | Madrid        | Madrid FC            | Real Vigo Sporting      | 2-1                   |
| 1907 | Madrid        | Madrid FC            | Bizcaya                 | 1-0                   |
| 1906 | Madrid        | Madrid FC            | Athletic Bilbao         | 4-1                   |
| 1905 | Madrid        | Madrid FC            | Athletic Bilbao         | 1-0                   |
| 1904 | Madrid        | Athletic Bilbao      | Nem volt döntő          |                       |
| 1903 | Madrid        | Athletic Bilbao      | Real Madrid             | 3-2                   |
| 1902 | Madrid        | Bizcaya              | FC Barcelona            | 2-1                   |

## Lásd még
- Spanyol labdarúgó-stadionok listája